# Meadowbrook (Alabama)
Meadowbrook és una concentració de població designada pel cens dels Estats Units a l'estat d'Alabama. Segons el cens del 2000 tenia 4.697 habitants.

## Demografia
Segons el cens del 2000, Meadowbrook tenia 4.697 habitants, 1.659 habitatges, i 1.373 famílies. La densitat de població era de 737,2 habitants/km².
Dels 1.659 habitatges en un 46,7% hi vivien nens de menys de 18 anys, en un 74,6% hi vivien parelles casades, en un 6% dones solteres, i en un 17,2% no eren unitats familiars. En el 14,9% dels habitatges hi vivien persones soles el 2,4% de les quals corresponia a persones de 65 anys o més que vivien soles. El nombre mitjà de persones vivint en cada habitatge era de 2,83 i el nombre mitjà de persones que vivien en cada família era de 3,17.
Per edats la població es repartia de la següent manera: un 30,8% tenia menys de 18 anys, un 5% entre 18 i 24, un 29% entre 25 i 44, un 28,8% de 45 a 60 i un 6,4% 65 anys o més.
L'edat mediana era de 38 anys. Per cada 100 dones hi havia 96 homes. Per cada 100 dones de 18 o més anys hi havia 92,8 homes.
La renda mediana per habitatge era de 83.715 $ i la renda mediana per família de 92.579 $. Els homes tenien una renda mediana de 70.462 $ mentre que les dones 35.179 $. La renda per capita de la població era de 35.511 $. Aproximadament l'1,3% de les famílies i l'1,3% de la població estaven per davall del llindar de pobresa.

## Poblacions properes
El següent diagrama mostra les poblacions més properes.